# Люк (права притока Чепци)
Люк (рос. Люк) — річка в Росії, ліва притока Чепци. Протікає територією Балезінського району Удмуртії.
Річка починається на північній околиці присілка Верх-Люкіно. Протікає спочатку на південний схід, потім плавно повертає на південний захід. Із середньої течії русло спрямовується на південь. Впадає в районі колишнього присілку Розсвіт. Береги річки заліснені, у нижній течії заболочені.
Приймає декілька дрібних приток, найбільша з яких права Іслюк. На річці створено декілька ставків.
Над річкою розташовані населені пункти Верх-Люкіно, Турецьке, Річка Люк і Бозгон.